# Rufiji (Distrikt)
Rufiji ist ein Distrikt der Region Pwani in Tansania. Er grenzt im Norden an den Distrikt Kisarawe, im Osten an den Distrikt Kibiti und an den Indischen Ozean, im Süden an die Region Lindi und im Westen und im Nordwesten an die Region Morogoro.

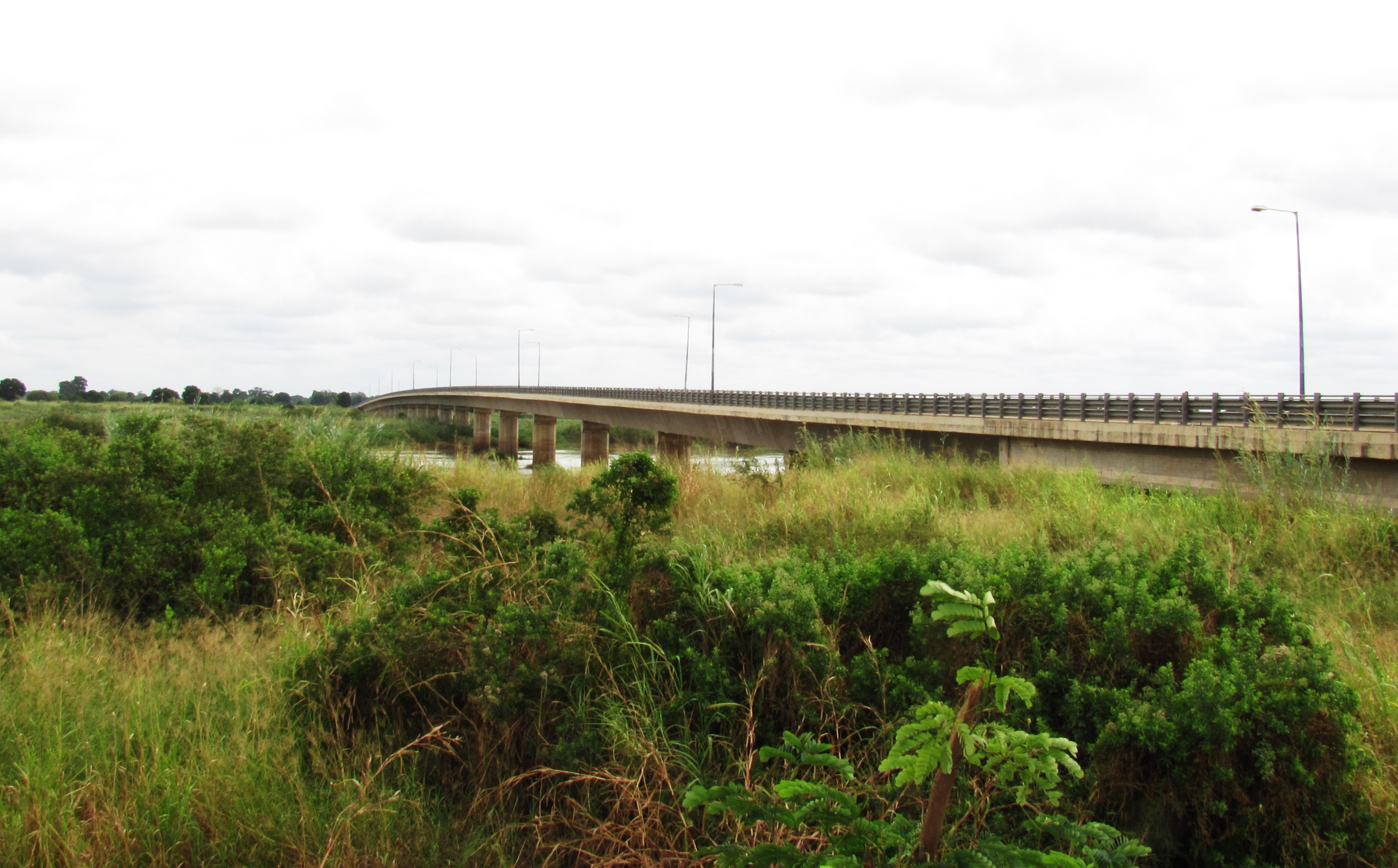
Die Mkapa-Brücke über den Fluss Rufiji.

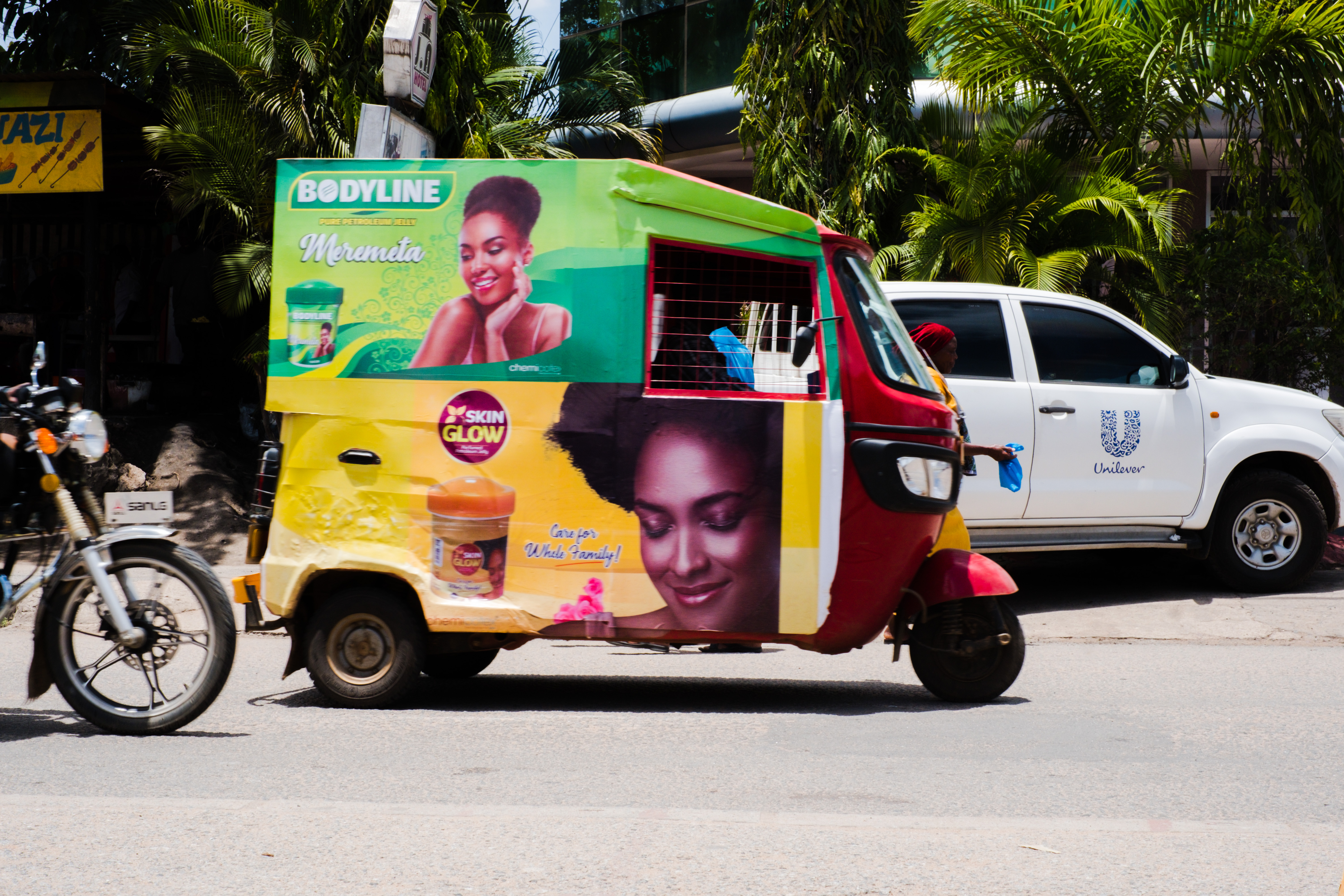
Ein „Bajaji“ Transportmittel in Rufiji.

## Geographie
Der Distrikt hat eine Fläche von 9485 Quadratkilometer und 159.906 Einwohner (Volkszählung 2022). Das Land liegt in der Küstenzone des Indischen Ozeans und lässt sich in zwei Gebiete gliedern:
- Das Tal des Flusses Rufiji. Er durchfließt den Distrikt von Westen nach Osten und mündet in den Indischen Ozean. Sein Tal hat eine Breite von 7 bis 35 Kilometer. Das Gebiet wird in der Regenzeit immer wieder überschwemmt.
- Das Hochland, das beidseits des Flusses hügelig ansteigt und im Süden Höhen von 700 Meter über dem Meer erreicht.

Das Klima ist tropisch, Aw nach der effektiven Klimaklassifikation. Die Niederschläge von 800 bis 1200 Millimeter im Jahr fallen größtenteils von November bis Mai. Die Temperaturen schwanken von 20 bis 33 Grad Celsius. Der kühlste Monat ist der Juli, am heißesten ist es im Februar.

## Geschichte
Rufiji ist bereits seit 1926 Sitz einer lokalen Regierung. Zum Distrikt wurde Rufiji im Jahr 1982 erklärt. Zwischen 2015 und 2018 wurde der Distrikt geteilt. Der nordöstliche Teil wurde zum eigenständigen Distrikt Kibiti erklärt.

## Verwaltungsgliederung
Der Distrikt ist in drei Divisionen und dreizehn Bezirke (Wards) untergliedert:
- Chemchem
- Chumbi
- Ikwiriri
- Kipugira
- Mbwara
- Mgombe
- Mkongo
- Mohoro
- Mwaseni
- Ngarambe
- Ngorongo
- Umwe
- Utete

## Bevölkerung
Die Einwohnerzahl stieg von 94.626 bei der Volkszählung 2012 auf 106.227 im Jahr 2017. Bei der Volkszählung 2022 lebten 159.906 Menschen in 37.977 Haushalten.

## Einrichtungen und Dienstleistungen
- Bildung: Im Distrikt befinden sich 45 Grundschulen und neun weiterführende Schulen.[8]
- Gesundheit: Für die medizinische Versorgung der Bevölkerung gibt es drei Gesundheitszentren und 24 Apotheken.[8]

## Wirtschaft und Infrastruktur
Rund 95 Prozent der Bevölkerung sind in der Landwirtschaft und in der Fischerei beschäftigt, fünf Prozent sind Angestellte in der Verwaltung oder von privaten Organisationen.
- Landwirtschaft: Die Hauptanbauprodukte für den Eigenbedarf sind Mais, Reis und Maniok, für den Verkauf werden auch Cashew-Nüsse, Baumwolle und Sesam angebaut.[9] Im Jahr 2018 wurden 55.000 Rinder, 50.000 Hühner und 10.000 Ziegen gehalten.[10]
- Fischerei: Die Fischzucht in Teichen bringt einen Ertrag von 300 Tonnen im Jahr (Stand 2018).[11]
- Straßen: Die wichtigste Straßenverbindung ist die asphaltierte Nationalstraße von Daressalam im Nordosten nach Lindi im Süden.[12]
- Elektrizität: Im Jahr 2019 wurde mit dem Bau des Wasserkraftwerkes Julius Nyerere mit einer Leistung von mehr als 2000 Megawatt am Fluss Rufiji begonnen.[13] Im Dezember 2022 wurde mit dem Befüllen des Staudammes begonnen.[veraltet][14] Wegen seiner Lage im UNESCO-Welterbe Selous wird das Projekt von Umweltschützern kritisiert.[15]

## Politik
In Rufiji wird alle fünf Jahre ein Distriktrat (District council) gewählt. Bei den Wahlen im Jahr 2015 wurden von den 18 Ratsmitgliedern zehn von der „Partei der Revolution“ (CCM) und acht von der Partei „Civic United Front“ (CUF) gewählt.

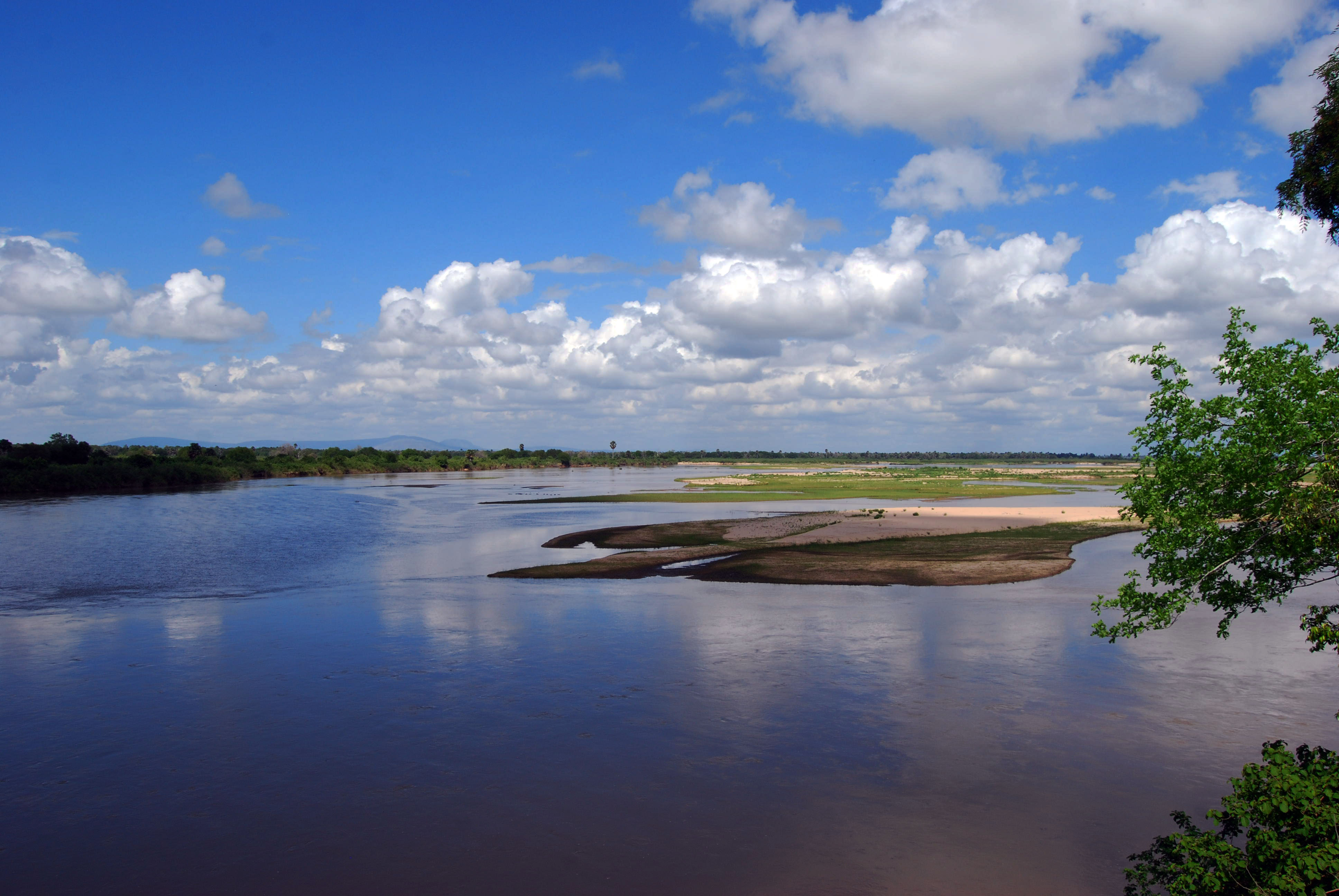
Der Fluss Rufiji im Selous Wildreservat.

## Sehenswürdigkeiten
- Selous Wildreservat: Im Südwesten hat der Distrikt Anteil an diesem 50.000 Quadratkilometer großen Wildreservat.[17] Das Gebiet gehörte zur zentralen Handelsroute für Sklaven und Elfenbein, die 1982 zum UNESCO-Welterbe erklärt wurde.[18]